# Ipomoea perrieri
Espèce
Statut de conservation UICN

 CR B1ab(iii,v)+2ab(iii,v) : 
En danger critique
Ipomoea perrieri est une espèce de plantes de la famille des Convolvulaceae, endémique de Madagascar, en danger critique d’extinction.

## Étymologie
L’épithète spécifique perrieri rend hommage au botaniste Henri Perrier de La Bâthie qui a collecté le spécimen type nomenclatural à Madagascar en mars 1919.

## Description
L’espèce a été décrite en 1993 par Thierry Deroin.

## Répartition

Localisation de la province de Fianarantsoa sur la carte de Madagascar.

Ipomoea perrieri est endémique de Madagascar, où elle pousse dans la province de Fianarantsoa de 1 000 à 1 499 m d’altitude, dans les climats sub-humides.

## Conservation
Ipomoea perrieri est classée espèce en danger critique d’extinction par l’Union internationale pour la conservation de la nature.
Cette espèce a une zone d'occupation (AOO, area of occupancy) de 9 km2 et ne se trouve que dans une seule sous-population, à l’extérieur d’une zone protégée. Cette espèce est menacée en raison des incendies et de la fragmentation de l’habitat. Elle est donc évaluée comme étant en danger critique d’extinction.